# Rovná (Strakonicei járás)
Rovná falu és önkormányzat (obec) Csehország Dél-csehországi kerületének Strakonicei járásában. Területe 4,34 km², lakosainak száma 252 (2008. 12. 31). A falu Strakonicétől mintegy 5 km-re délkeletre, České Budějovicétől 52 km-re északnyugatra, és Prágától 95 km-re délre fekszik.
A település első írásos említése 1319-ből származik.

## Látnivalók
- Kápolna.

## Népesség
A település népessége az elmúlt években az alábbi módon változott:
| Lakosok száma | 404  | 376  | 328  | 305  | 258  | 251  | 232  | 220  | 233  | 246  |
|               | 1869 | 1890 | 1921 | 1950 | 1980 | 2001 | 2017 | 2019 | 2022 | 2024 |